# Наньчун
Наньчун (кит. спр. 南充市, піньїнь: Nánchōng Shì) — місто-округ в китайській провінції Сичуань. 

## Географія
Наньчун розташовується у східній частині провінції.

### Клімат
Місто знаходиться у зоні, котра характеризується вологим субтропічним кліматом. Найтепліший місяць — липень із середньою температурою 26.7 °C (80 °F). Найхолодніший місяць — січень, із середньою температурою 5.6 °С (42 °F).
| Клімат Наньчуна         | Клімат Наньчуна | Клімат Наньчуна | Клімат Наньчуна | Клімат Наньчуна | Клімат Наньчуна | Клімат Наньчуна | Клімат Наньчуна | Клімат Наньчуна | Клімат Наньчуна | Клімат Наньчуна | Клімат Наньчуна | Клімат Наньчуна | Клімат Наньчуна |
| Показник                | Січ.            | Лют.            | Бер.            | Квіт.           | Трав.           | Черв.           | Лип.            | Серп.           | Вер.            | Жовт.           | Лист.           | Груд.           | Рік             |
| Середній максимум, °C   | 9               | 11              | 16              | 22              | 26              | 29              | 31              | 32              | 26              | 21              | 15              | 10              | 20              |
| Середня температура, °C | 6               | 8               | 13              | 18              | 22              | 25              | 27              | 27              | 23              | 18              | 13              | 8               | 17              |
| Середній мінімум, °C    | 4               | 6               | 9               | 14              | 18              | 21              | 24              | 23              | 19              | 15              | 10              | 6               | 14              |
| Норма опадів, мм        | 15              | 16              | 30              | 74              | 119             | 139             | 184             | 142             | 160             | 87              | 42              | 18              | 1026            |
| ----------------------- | --------------- | --------------- | --------------- | --------------- | --------------- | --------------- | --------------- | --------------- | --------------- | --------------- | --------------- | --------------- | --------------- |
| Джерело: Weatherbase    |                 |                 |                 |                 |                 |                 |                 |                 |                 |                 |                 |                 |                 |

## Адміністративний поділ
Міський округ поділяється на 3 райони, 1 місто і 5 повітів:
| Карта                                                          | Карта   | Карта    | Карта            |
| -------------------------------------------------------------- | ------- | -------- | ---------------- |
| Ланчжун Наньбу Їлун Січун Шуньцін Пен'ань Їншань Цзялін Гаопін |         |          |                  |
| Статус                                                         | Назва   | Оригінал | Населення (2020) |
| Район                                                          | Гаопін  | 高坪区   | 570 415          |
| Район                                                          | Цзялін  | 嘉陵区   | 531 825          |
| Район                                                          | Шуньцін | 顺庆区   | 834 294          |
| Місто                                                          | Ланчжун | 阆中市   | 622 667          |
| Повіт                                                          | Їлун    | 仪陇县   | 729 141          |
| Повіт                                                          | Їншань  | 营山县   | 620 480          |
| Повіт                                                          | Наньбу  | 南部县   | 817 235          |
| Повіт                                                          | Пен'ань | 蓬安县   | 461 485          |
| Повіт                                                          | Січун   | 西充县   | 420 023          |